# 臧永凯
臧永凯，男性中共黨員。軍事人物、政治人物、中國人民解放军少將

## 生平
曾担任北京军区联勤部基建营房部部长，2015年任内蒙古军区副司令员兼軍區参谋长、军区党委常委 